# Heliport Kuwejt-Baza Marynarki Wojennej
Heliport Kuwejt-Baza Marynarki Wojennej (ICAO: OKNB) – heliport zlokalizowany w Bazie Marynarki Wojennej Kuwejtu. Używany do celów wojskowych.